# 罗店村 (兖州市)
罗店村(罗家店)，中国山东省济宁市兖州市漕河镇所辖的一个行政村，位于该镇南部。村庄始建于明代。因罗氏立村，故得名罗家店。面积1.36平方千米(2040亩)，总人口987。邮编272113。行政区划代码370882107204。